# 佐々木隆興

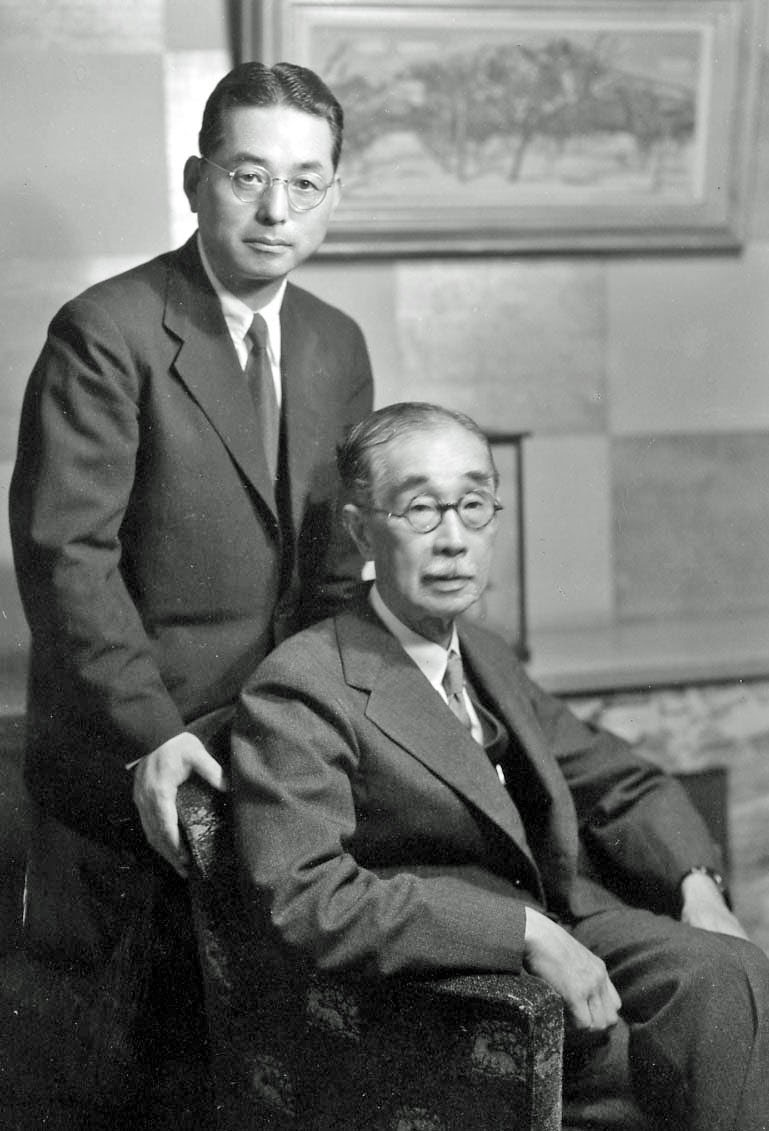
佐々木隆興（右）と吉田富三（左）

佐々木 隆興（ささき たかおき、1878年（明治11年）5月5日 - 1966年（昭和41年）10月31日）は、日本の医学者。専門は、生化学、内科学、実験腫瘍学。学士院恩賜賞（二回）受賞。文化勲章受章。
生前、1935年・1936年・1939年・1941年にノーベル生理学・医学賞の候補に挙がっていたものの、受賞を逸している。

## 経歴
東京生まれ。蘭方医・佐々木東洋の養嗣子である佐々木政吉の養嗣子、獨逸学協会学校（現在の獨協中学校・高等学校）卒業後、東京帝国大学卒。ドイツに留学し、ストラスブルク大学生化学ホーフマイステル教授、ベルリン大学化学フィッシャー教授、ベルリン伝染病研究所、ベルリン病理学研究所細菌血清学モルゲンロート博士、ベルリン大学内科ヒス、フリードマン教授らに学ぶ。この間、不眠症で休養し、かつフェンシングを開始（後、日本に初めてフェンシングを伝えた）。帰国後請われて、京都帝国大学内科学教授に就任。1916年、佐々木東洋が設立した杏雲堂医院院長。1924年、「蛋白質およびこれを構成するアミノ酸の細菌による分解とアミノ酸の合成に関する研究」により帝国学士院恩賜賞受賞。1935年、癌研究会癌研究所所長。1936年、吉田富三と共に「オルト・アミノアゾトルオールの経口投与による肝臓癌発生の実験的研究」により再度学士院恩賜賞受賞。1939年、私財を寄付し財団法人佐々木研究所（2012年4月、公益財団法人佐々木研究所認可・移行）を設立、理事長兼研究所長に就任。1940年、文化勲章受章。1951年、文化功労者。

## 年譜
| 1878年 | 明治11年 | 佐々木東溟次男として生誕                                                 |
| 1882年 | 明治15年 | 佐々木東洋、杏雲堂醫院を創立                                             |
| 1889年 | 明治22年 | 佐々木政吉の養嗣子となる                                                 |
| 189年2 | 明治25年 | 東京帝国大学医科大学卒業                                                 |
| 1895年 | 明治28年 | ドイツに自費遊学                                                         |
| 1900年 | 明治33年 | 帰国、杏雲堂醫院副院長                                                   |
| 1912年 | 大正元年 | 医学博士授与                                                             |
| 1913年 | 大正2年  | 京都帝国大学医科大学教授内科学担当として赴任                             |
| 1916年 | 大正5年  | 京大教授辞任、第三代杏雲堂醫院院長に就任                                 |
| 1917年 | 大正6年  | 金曜会主催(お茶の水界隈の医師・医学者の集会)                             |
| 1920年 | 大正9年  | 日本化学会 櫻井賞受賞                                                    |
| 1923年 | 大正12年 | 震災で杏雲堂醫院本院全焼                                                 |
| 1924年 | 大正13年 | 帝国学士院恩賜賞受賞                                                     |
| 1927年 | 昭和2年  | 日本内科学会会頭                                                         |
| 1929年 | 昭和4年  | 杏雲堂醫院、本建築落成                                                   |
| 1935年 | 昭和10年 | （財）癌研究会癌研究所長兼任                                             |
| 1936年 | 昭和11年 | 再度の帝国学士院恩賜賞                                                   |
| 1938年 | 昭和13年 | 病院顧問                                                                 |
| 1939年 | 昭和14年 | 帝国学士院会員。（財）佐々木研究所を設立、理事長に就任、佐々木研所長兼務 |
| 1940年 | 昭和15年 | 文化勲章受章                                                             |
| 1941年 | 昭和16年 | （財）結核予防会結核研究所長兼任                                         |
| 1943年 | 昭和18年 | 宮中講書始、「運動に於ける静の生物學的観察と考察」を進講                 |
| 1951年 | 昭和26年 | 第一回文化功労者。平塚の土地を財団に寄付。                               |
| 1953年 | 昭和28年 | （財）佐々木研究所顧問。内科学会で記念講演、引退表明                     |
| 1965年 | 昭和40年 | 「佐々木隆興先生論文集」出版。米寿祝賀会、於平塚座忘荘。                 |
| 1966年 | 昭和41年 | UICC名誉会長。死去、享年88                                               |
| 1967年 | 昭和42年 | 一周忌記念講演会、於日本工業倶楽部。                                     |

## 栄典
- 1940年（昭和15年）11月10日 - 文化勲章[2]

## 参考資料
- 小池　重 『佐々木隆興先生』　東京医事新誌 1953年
- 沢田百泉 『お医者山脈』 1976年
- （財）佐々木研究所編
  - 『佐々木隆興先生論文集』 1965年
  - 『杏雲堂病院百年史』 1983年
  - 『財団法人佐々木研究所五十年史』 1990年
  - 『（財）佐々木研究所附属杏雲堂平塚病院100年史』 1997年
- 梶浦洛子　『父をめぐる私の思い出』　1960年
- 佐々木隆興遺族会　『落葉集』　1968年